# Пої

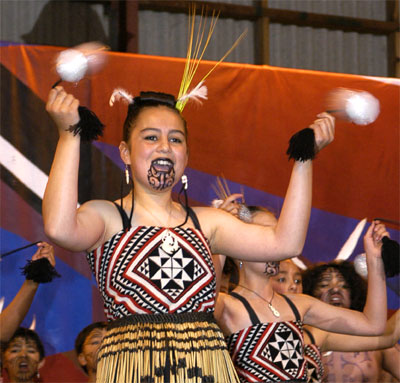
Традиційний маорійський пої

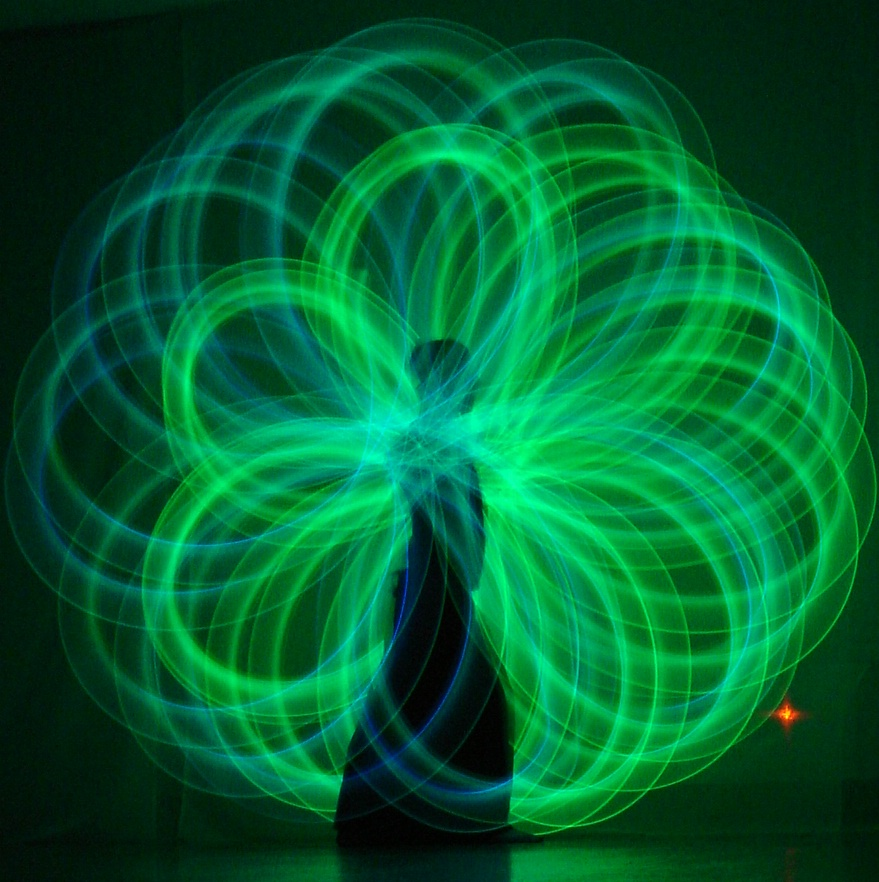
Світлодіодні пої, зйомка з великою витримкою

Пої — пара куль, пов'язаних мотузкою або ланцюгом, інвентар для крутіння та жонглювання. Пої можуть підпалювати для вогняного шоу. Мистецтво кручення плетених пої, або поїнг, практикувалося новозеландським народом маорі у формі гри ще до прибуття європейців.
Мистецтво сучасного поїнгу далеке від оригінальної культури маорі. У колах артистів вогняних шоу зародилася ціла субкультура пої. Пої вважаються однією з форм жонглювання, а поїстери стоять в одному ряду з жонглерами, крутильниками жердин (стафферами) та іншими артистами вогняного жанру, званими фаєрщиками. Так напої увійшли до технічного арсеналу цирків, вуличних театрів та театрів вогню.
Існує безліч варіацій сучасних пої, від яскравих кольорових конусів до полотен тканини («прапорів»). Поїстери зазвичай використовують яскраво забарвлені пої, флуоресцентні стрічки та кольорові наконечники, які дозволяють краще бачити траєкторію кулі в повітрі. В пої може бути вбудований стробоскоп, світлодіод і навіть мікроконтролер для швидкої зміни кольорів на світлодіодній стрічці.

## Історія
Словом «пої» позначають не тільки самі кулі, а й пісні, що супроводжують обертання. Спочатку пої був грою, пізніше перетворившись на масовий танець; виконання з традиційним пої може відбуватися як стоячи, так і сидячи.

## Вогняні пої

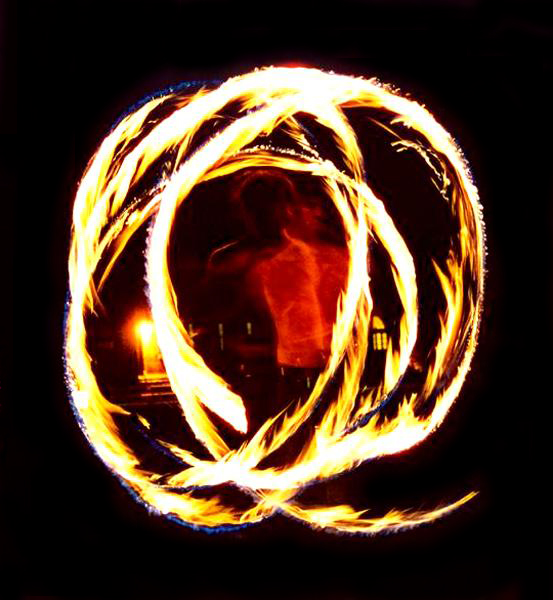
Вогняні пої, зйомка з великою витримкою

Вогняні пої складаються з ланцюга та кевларових (базальтових, азбестових, вуглеволоконних та ін) ґнотів, які вимочуються в горючій рідині (рідкий парафін, гас, солярка) і підпалюються. Існує кілька видів вогняних пої і кілька видів ґнотів, що відрізняються за плетінням, часу та яскравості горіння.
Для деяких пої використовуються по кілька ґнотів, такі називаються «шашликами».
Інша варіація пої — «вогняні змії» (або вогняні коси; fire snakes), коли замість ґноту використовується кевларова (азбестова, керамічна тощо) мотузка. Робота з такими пої виглядає майже так само, як робота з прапорами.

## Користь для здоров'я
Наукове дослідження, проведене в Оклендському університеті продемонструвало значне збільшення сили, здатності балансувати та зберігати концентрацію після місяця тренувань..